# 두방루
두방루(豆方婁,  ? ~ ?)는 고구려(高句麗) 말기의 무장으로 고구려-당 전쟁때 활약하였으며 생몰연대는 미상이다.

## 생애
658년(보장왕 17년) 6월 당나라의 영주도독겸동이도호(榮州都督兼東夷都護) 정명진(程名振)과 우령군중낭장(右領軍中郎將) 설인귀(薛仁貴)가 군대를 이끌고 고구려의 적봉진(赤烽鎭)을 공격해왔다.이때 적봉진은 함락되고, 고구려군 400여명이 죽고, 100여명이 사로잡혔다. 이에 고구려의 대장 두방루는 군대 3만을 이끌고 와서 당군을 공격하였다. 그런데 당군이 이끌고 온 거란병이 고구려군을 역격(逆擊)하였다.